# ژان کریستف یوکوز
ژان کریستف یوکوز (انگلیسی: Jean-Christophe Yoccoz; ۲۹ مهٔ ۱۹۵۷ – ۳ سپتامبر ۲۰۱۶) دانشمند در زمینه ریاضیات اهل فرانسه بود.
وی همچنین برندهٔ جوایزی همچون لژیون دونور (افسر) و مدال فیلدز شده‌است.